# Sheyenne, North Dakota
Sheyenne, North Dakota (енгл. Sheyenne) град је у америчкој савезној држави Северна Дакота.

## Демографија
По попису из 2010. године број становника је 204, што је 114 (-35,8%) становника мање него 2000. године.
| Група             | 2000.       | 2010.       |
| Белци             | 267 (84,0%) | 166 (81,4%) |
| Афроамериканци    | 0 (0,0%)    | 2 (1,0%)    |
| Азијати           | 0 (0,0%)    | 0 (0,0%)    |
| Хиспаноамериканци | 0 (0,0%)    | 2 (1,0%)    |
| Укупно            | 318         | 204         |